# باشگاه ورزشی دمپو
باشگاه ورزشی دمپو یک تیم فوتبال در پانجی، گوا در هند است. این تیم در آی-لیگ بازی می‌کند. این باشگاه پیش از نوامبر ۲۰۱۸ در رنکینگ باشگاهی کنفدراسیون فوتبال آسیا رتبهٔ ۳۰ را داشت.